# موریس هرزوگ

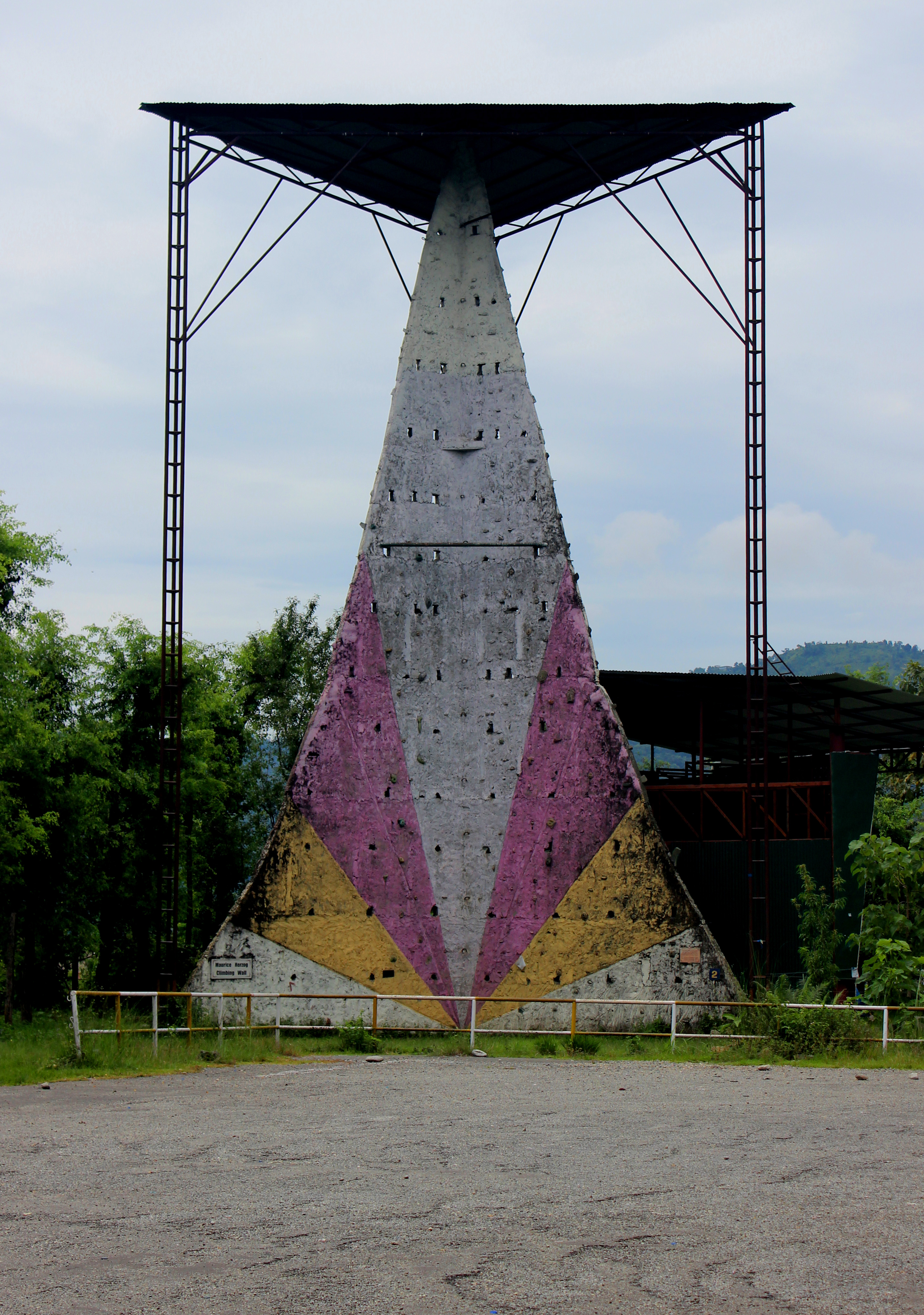
دیوار کوهنوردی موریس هرتزوگ واقع در موزه بین المللی کوهستان در «پوخارا، نپال»

موریس هرزوگ (انگلیسی: Maurice Herzog؛ ۱۵ ژانویهٔ ۱۹۱۹ – ۱۳ دسامبر ۲۰۱۲) یک کوهنورد اهل فرانسه بود.
او رهبر گروهی بود که در ۱۹۵۰، برای صعود به آناپورنا تلاش می‌کردند. او به همراه لویی لاشنال، قله آناپورنا را فتح کردند که نخستین صعود این قله و نخستین صعود به یک قله بالای ۸۰۰۰ متر به حساب می‌آید. او پس از بازگشت از نپال، کتاب پرفروشی در مورد اردو و صعود به آناپورنا نگاشت.
وی همچنین برندهٔ جایزهٔ لژیون دونور شده است.